# Troels Svane
Troels Svane Hermansen (* 19. April 1967) ist ein dänischer Cellist.

## Leben
Troels Svane studierte bei David Geringas an der Musikhochschule Lübeck und bestand sein Diplom- und Konzertexamen mit Auszeichnung und Höchstnote in sämtlichen Fächern. Außerdem erhielt er Unterricht bei Anner Bylsma, Frans Helmerson, Ralph Kirshbaum, György Ligeti, Yo-Yo Ma, Siegfried Palm, Boris Pergamenschikow, Mstislaw Rostropowich, Daniil Shafran, Paul Tortelier und dem Amadeus-Quartett.
Nach seinem Abitur wurde er mit 18 Jahren stellvertretender Solocellist der Kopenhagener Philharmoniker. Neben zahlreichen Stipendien wurde er mit nationalen und internationalen Preisen ausgezeichnet. Als Solist wurde er von den meisten dänischen Orchestern und von Orchestern in Deutschland, England, Holland, Italien, Lettland, Litauen, Schweden und der Schweiz eingeladen.
In Recitals und als Mitglied des Kopenhagen Klaviertrios und des Menuhin Festival Piano Quartets trat er in ganz Europa, Australien, Asien, Südamerika und in den USA auf. Troels Svane konzertierte u. a. mit Juri Baschmet, Thomas Brandis, Zakhar Bron, Ulf Hoelscher, Karl Leister und dem Zehetmair Quartett.
Er spielte mehr als 40 CDs ein, u. a. das Gesamtwerk für Cello und Klavier von Beethoven, Rachmaninow und Reger.
Nach 11-jähriger Assistenz von David Geringas wurde er 2004 als Professor für Violoncello an der Musikhochschule Lübeck berufen. Außerdem hat er eine Celloklasse an der Hochschule für Musik „Hanns Eisler“ Berlin. Er gab Meisterkurse in Australien, Asien, der Ukraine, Südamerika und in zahlreichen Ländern Europas und wirkt als Juror bei bedeutenden Wettbewerben. Seine Studenten sind Preisträger internationaler Musikwettbewerbe wie des Rostropowich Wettbewerbes Paris und des ARD-Wettbewerbs München.

## Sonstiges
Troels Svane ist der Vater der Schachgroßmeister Rasmus und Frederik Svane. 